# Cantonul Aurillac-1
Cantonul Aurillac-1 este un canton din arondismentul Aurillac, departamentul Cantal, regiunea Auvergne, Franța.